# Cyclohexylacetaat
Cyclohexylacetaat is een organische verbinding met als brutoformule C8H14O2. Het is een toxische kleurloze vloeistof met een kenmerkende geur, die onoplosbaar is in water.

## Toxicologie en veiligheid
De stof reageert met sterk oxiderende stoffen, waardoor kans op brand en ontploffing ontstaat.
De stof is irriterend voor de ogen, de huid en de luchtwegen. Ze kan effecten hebben op het centraal zenuwstelsel. Blootstelling aan een hoge dosis, onder andere door inhalatie van de dampen of door inslikken van de vloeistof, kan het bewustzijn verminderen en uiteindelijk leiden tot slaperigheid en bewusteloosheid.